# Галичья Гора (деревня)
Га́личья Гора́ — деревня в Задонском районе Липецкой области. Входит в состав сельского поселения Донской сельсовет. Стоит на правом берегу реки Дон. Расположена в 2 км севернее Елецкого шоссе.
Известна с середины XIX века. В 1850-е годы считалась крепостной деревней с 24 дворами .
Название связано с располагающимся на противоположном берегу Дона урочищем Галичья Гора, который в 1925 году стал частью заповедника «Галичья Гора». Названия урочища — по каменистым склонам горы, покрытым галькой.

## Население
| 2010 |
| ---- |
| 105  |